# Passeport sud-africain
Le passeport sud-africain est un document de voyage international délivré aux ressortissants sud-africains, et qui peut aussi servir de preuve de la citoyenneté sud-africaine. Le modèle actuel de passeport sud-africain date de 2009, Jusqu'en 1994, elles étaient également imprimées en afrikaans.

## Liste des pays sans visa ou visa à l'arrivée

Carte des exemptions de visa pour les passeports Sud-africain (pays en bleu : voyage sans passeport, pays en vert : voyage sans visa (ou avec visa électronique ou délivré à l'arrivée), pays en orange : visa à obtenir avant le voyage).

Les exigences en matière de visa pour les citoyens sud-africains sont des restrictions administratives d'entrée imposées par les autorités d'autres États aux citoyens sud-africains. En 2024, les citoyens sud-africains bénéficiaient d'un accès sans visa ou d'un visa à l'arrivée dans 106 pays et territoires, ce qui place le passeport sud-africain au 47e rang mondial selon l'indice Henley des passeports.
Les citoyens sud-africains pouvaient auparavant se rendre en Nouvelle-Zélande sans visa, mais la Nouvelle-Zélande exige des visas pour les citoyens sud-africains depuis le 21 novembre 2016. Ce changement fait suite à une augmentation du nombre de citoyens sud-africains qui se voient refuser l’entrée à la frontière néo-zélandaise par rapport à d’autres pays exemptés de visa. 
Les détenteurs de passeports sud-africains pouvaient se rendre en Irlande sans visa pour un séjour de trois mois, mais le ministère irlandais de la Justice a annoncé qu'à compter du 10 juillet 2024, tous les citoyens sud-africains devront obtenir un visa avant de voyager.

## Anciens passeports sud-africains

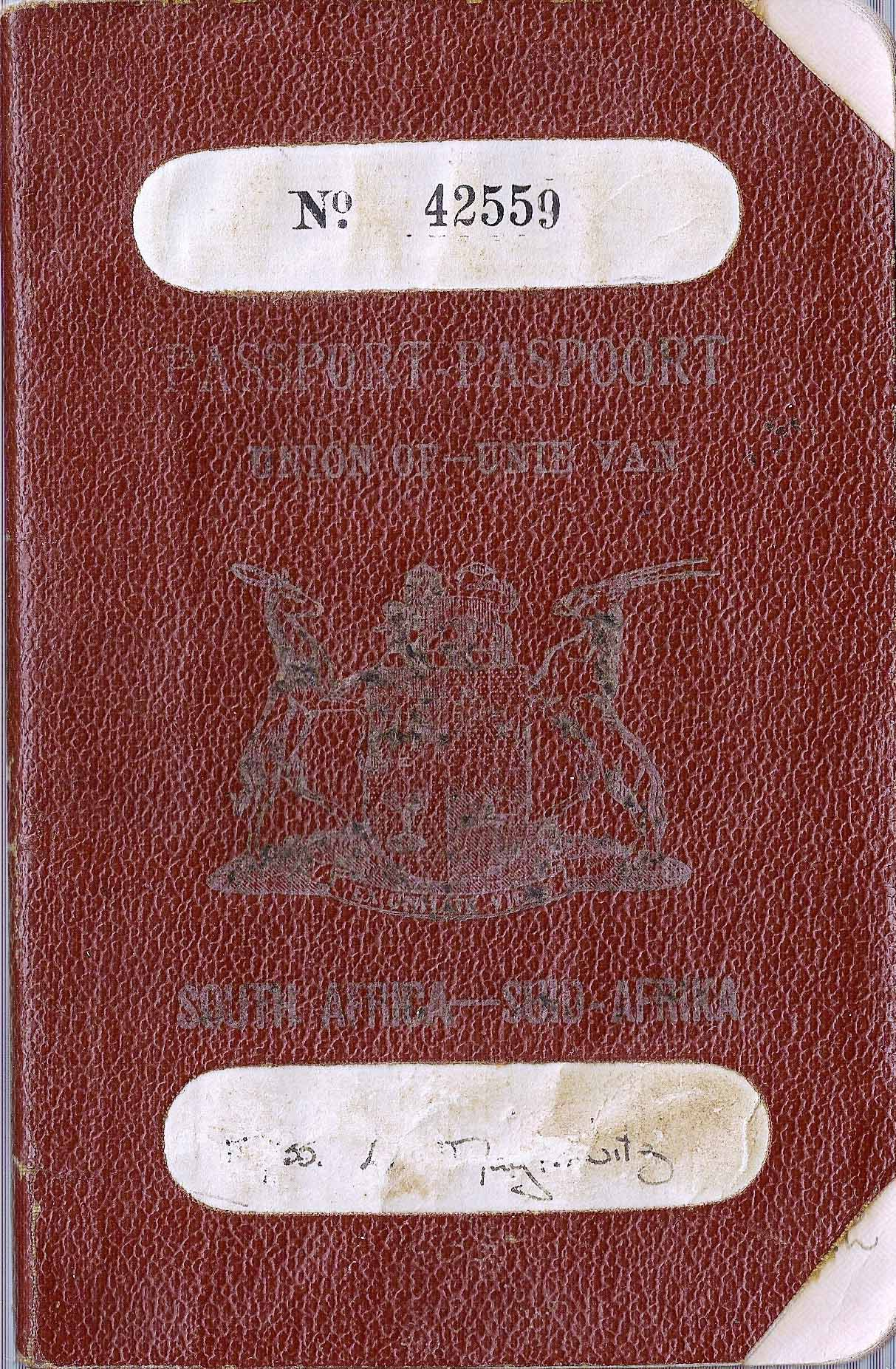
Passeport sud-africain de 1944
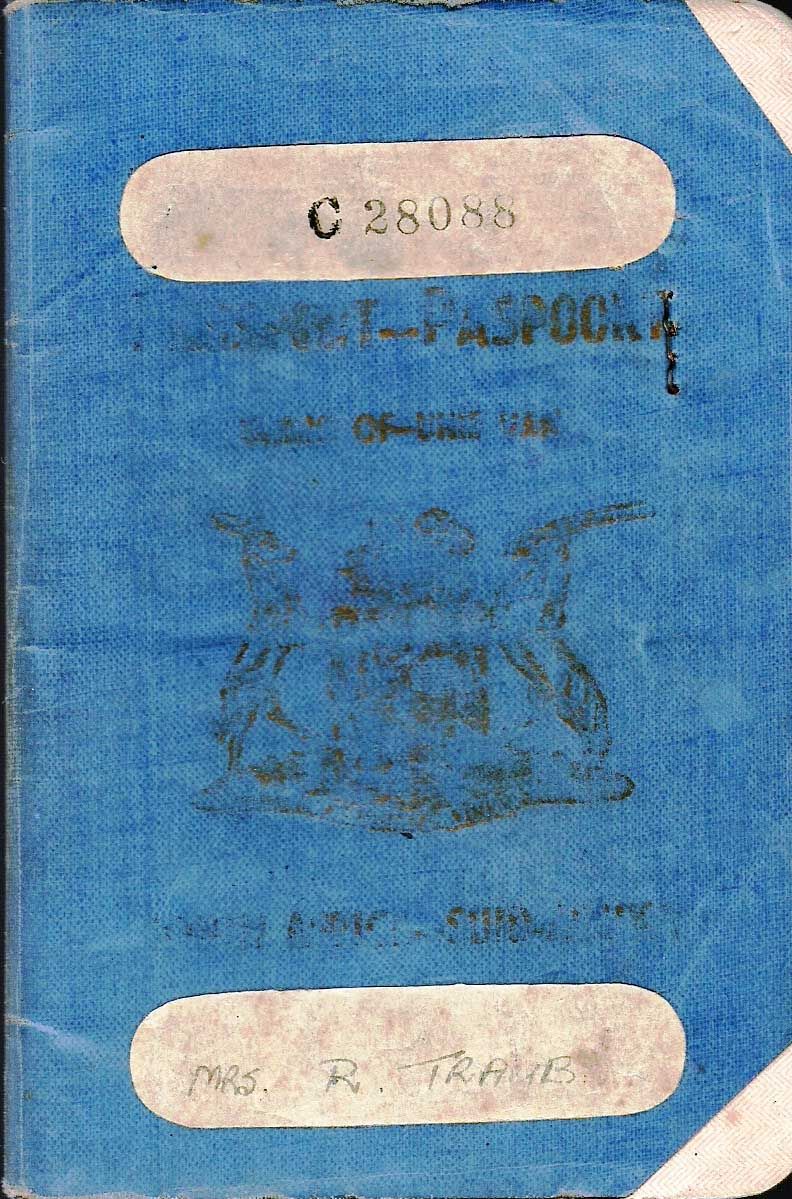
Passeport sud-africain de 1948
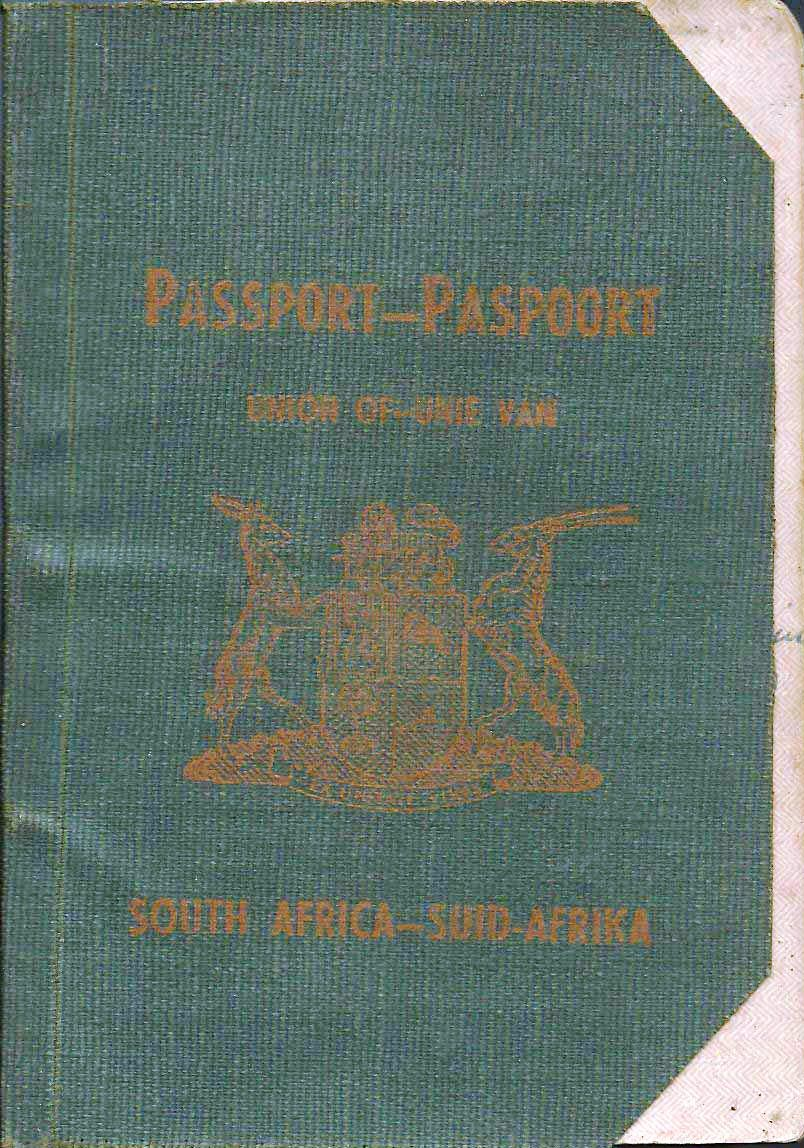
Passeport sud-africain de 1951
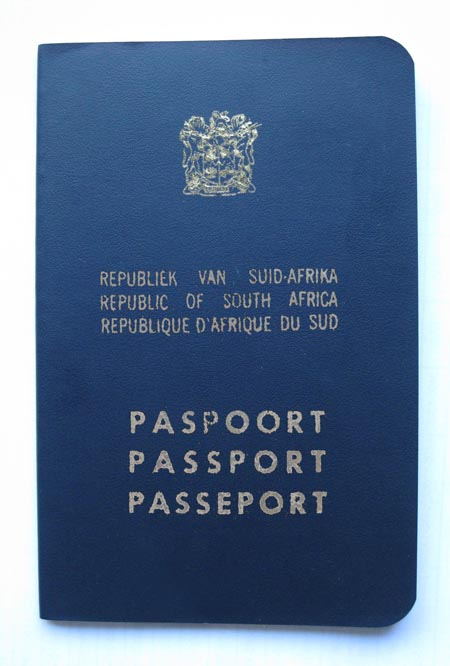
Passeport sud-africain antérieur à 1994 (couverture en 3 langues : anglais, afrikaans, français).